# リマニットモータリー
リマニットモータリーは岡山市南区にある中古バス販売業者。

## 概説
1983年に前原一成が設立。中古車販売から初め、中国やカンボジア、タイ、フィリピンへの中古バス販売に事業を拡大した。一時は100台以上の予約待ちも出る人気を得たが、1985年の円高を機に国内の中古バス販売に事業を転換した。常時70台以上の在庫を持ち、中古バス専門店としては西日本で最大の規模を持つ。展示場は3箇所あり、2017年に開設した藤田展示場は岡山市景観まちづくり賞を受賞した。